# ألمانيا في الألعاب البارالمبية الصيفية 2012
شاركت ألمانيا في الألعاب البارالمبية الصيفية لندن 2012, حيث اختتمت الدورة ب 66 ميدالية; 18 ذهبية، 26 فضية و22 برونزية. بهذه النتيجة إحتلت ألمانيا المرتبة الثامنة في الدورة.

## وصلات خارجية
- الموقع الرسمي لندن 2012